# John Black (Sportschütze)
John Hutchison Black (* 26. Oktober 1882 in Coylton, Schottland; † 16. Oktober 1924 in Winnipeg) war ein kanadischer Sportschütze.

## Erfolge
John Black nahm an den Olympischen Spielen 1920 in Antwerpen und 1924 in Paris im Trap teil. 1920 verpasste er im Einzel mit 52 Punkten die vorderen Plätze. Im Mannschaftswettbewerb belegte er 1924 mit der kanadischen Mannschaft hinter den Vereinigten Staaten und vor Finnland den zweiten Platz. Mit insgesamt 360 Punkten war die Mannschaft, die neben Black noch aus George Beattie, James Montgomery, Samuel Vance, Samuel Newton und William Barnes bestand, gleichauf mit den Finnen, besiegte diese aber in einem abschließenden Stechen und gewann damit die Silbermedaille. Black war mit 87 Punkten der viertbeste Schütze der Mannschaft.